# Laomedonte
Laomedonte (in greco antico: Λαομέδων?, Laomèdōn) è un personaggio della mitologia greca. Fu il quinto re di Troia dopo Dardano.

## Genealogia
Figlio di Ilo e di Euridice, sposò Strimo o Placia (figlia di Otreo) o Leucippe e da lei ebbe vari figli maschi, Titone, Lampo, Clizio, Icetaone, Timete (a volte citato come Timoete) e Podarce (più noto come Priamo): ebbe anche alcune figlie Esione, Astioche e Cilla.
Altre figlie a lui attribuite sono Etilla, Medesicasta, Procleia e Clitodora, Antigone
Laomedonte era anche padre di Bucolione, generato con la ninfa Calibe . Bucolione, essendo nato prima del matrimonio, era il più anziano di tutti i figli del re , tuttavia, per motivi non chiari, non crebbe nella reggia e da adulto divenne un pastore.
Marco Tullio Cicerone gli attribuisce anche la paternità di Ganimede quando invece molti altri scrivono che sia figlio di Troo.

## Mitologia
Laomedonte fu un re ricchissimo ma che non manteneva la parola data e che finì con l'inimicarsi sia gli dèi sia Eracle per cui fu punito e ucciso. 

Laomedonte visse e morì prima della guerra di Troia.

### Le versioni di Apollodoro, Omero e Diodoro Siculo
Apollodoro e Diodoro Siculo, che riassumono i canti di Omero, scrivono che Poseidone e Apollo si offrirono di aiutare il re Laomedonte a costruire le mura della città di Pergamos (in greco antico: Πέργαμος?, Pérgamos, poiché Troia era a volte anche chiamata "la Cittadella") e che, una volta terminato il lavoro il re si rifiutò di consegnare quanto pattuito ai due dèi, così Apollo inviò una pestilenza e Poseidone un mostro marino che, trasportato da un'alluvione, trascinava la gente della pianura via con sé. 

Per salvare la città, Laomedonte si rivolse agli oracoli e ascoltò il consiglio di sacrificare la figlia Esione che doveva essere incatenata sulle rocce vicino al mare per essere divorata dal mostro. 

Eracle, vista la donna sulle rocce, promise a Laomedonte di salvarla se gli avesse ceduto le cavalle che Zeus in precedenza aveva dato a suo nonno (a Troo e in cambio del rapimento di Ganimede) ma, e di nuovo, il re Laomedonte non mantenne la parola e così Eracle ripartì da Troia dopo aver minacciato di fargli guerra e ritornò tempo dopo con un esercito sconfiggendolo e uccidendo sia lui sia alcuni dei suoi figli maschi. 

Esione fu data in sposa a Telamone (un compagno di Eracle) e a lei Eracle lasciò scegliere il nuovo re di Troia, così lei optò per il fratello più giovane (Podarce) che dopo questo episodio prese il nome di Priamo.
Secondo Omero, invece, Eracle uccise solo Laomedonte: tutti i suoi figli maschi erano ancora vivi al decimo anno della guerra di Troia. .
Secondo Gaio Valerio Flacco la pestilenza inviata da Apollo fu un'epidemia che afflisse tutta la popolazione senza distinzione di rango e si estese senza limite lasciando alle persone solo l'attesa di poter morire e aggiunge che ci furono vari incendi nelle campagne di cui non si seppe se fossero dovuti all'atto di bruciare i cadaveri o se fossero fuochi che nascevano spontaneamente.
Ovidio scrive che l'ira di Poseidone trasformò le terre dell'intera Troade in lagune grandi come il mare lasciando i contadini senza alcuna speranza di poterle coltivare.

### La versione di Igino
Igino, essendo un romano, chiama Poseidone Nettuno ed Eracle Ercole.
(Igino Astronomo, Fabulae, 89)